# إدوارد هنري كراوس
إدوارد هنري كراوس (بالإنجليزية: Edward H. Kraus)‏ هو عالم بلورات ‏ أمريكي، ولد في 1 ديسمبر 1875 في سيراكيوز في الولايات المتحدة، وتوفي في 3 فبراير 1973 في آن آربر في الولايات المتحدة.